# Chrysosyrphus tundrarum
Chrysosyrphus tundrarum är en tvåvingeart som beskrevs av Nikolaj Aleksandrovitj Violovitj 1978.
Chrysosyrphus tundrarum ingår i släktet fjällblomflugor, och familjen blomflugor. Inga underarter finns listade i Catalogue of Life.